# Marcel Brouillard
 (novembre 2012).
Pour les articles homonymes, voir Brouillard (homonymie).
Marcel Brouillard, né le 30 octobre 1930 à Vaudreuil et mort en avril 2023, est un journaliste, écrivain, imprésario, chroniqueur et conférencier québécois.

## Biographie
Marcel Brouillard, fils d'Édouard Brouillard et de Marthe Bélisle, fréquente l'ancienne école Saint-Michel (1859-1954) qui abrite depuis 1958, le Musée régional de Vaudreuil-Soulanges et poursuit ses études classiques au séminaire de Valleyfield. Il suit ensuite des cours en art publicitaire, en dessin et en peinture, en journalisme et en communication à l'Université de Montréal, puis en administration et gestion d'entreprise à l'École des Hautes Études Commerciales de Montréal.
Le 26 juin 1954, Marcel Brouillard épouse Pauline Vignola, fille d'Alfred Vignola et de Blanche Matte. Le couple a deux enfants, Lise et Alain. Pauline Vignola décède en décembre 2006.
Marcel Brouillard a 15 ans lorsqu'il rencontre Félix Leclerc fraîchement installé à Vaudreuil. Cette rencontre sera déterminante dans la suite de sa carrière et dans son amour pour la chanson francophone. Félix Leclerc est son premier maître à penser.
À la fin des années 1940, Marcel Brouillard entame sa carrière de journaliste et écrit des articles dans différents journaux de la région. En 1951,la publication d'un annuaire commercial de Vaudreuil-Soulanges lui permet de faire la connaissance de Robert-Lionel Séguin. C'est avec ce dernier et Jean-Marc Gagné qu'il fonde le journal hebdomadaire La Presqu'île de Vaudreuil-Soulanges au Québec. C'est ainsi qu'en 1957-1958-1959, il obtient de l'Association des Hebdomadaires de la langue française du Canada, les premiers prix pour la meilleure initiative. Au cours des années qui suivent, il développe son expertise en journalisme en travaillant pour plusieurs journaux, il fait de la radio et il travaille comme recherchiste. Il multiplie ainsi ses contacts avec le monde artistique ce qui l'amène à devenir producteur et imprésario.
De 1960 à 1962, en tant que directeur exécutif provincial du Parti progressiste-conservateur du Canada et responsable des congrès, conférences de presse et tournées ministérielles, il dirige la revue du PPC. En 1963, Marcel Brouillard devient directeur des publications Péladeau, aujourd'hui Québecor Média. Il avait d'abord été directeur de divers périodiques québécois (Nouvelles Illustrées, Échos Vedettes, Photo Journal). À noter qu'à partir de 1963, le Journal de Montréal ajoute un magazine volet supplémentaire qui se nomme Panoramonde (inclus dans le Journal de Montréal et 30 hebdos du Québec) dont Marcel Brouillard a été le directeur et le rédacteur en chef jusqu'en 1968. De 1968 à 1971, il devient président fondateur et rédacteur en chef pour le Journal La Semaine. En même temps, au début des années soixante-dix, il met sur pied les Éditions populaires pour publier plusieurs livres. Il fonde également, en 1977, une maison de production qui réalise divers spectacles et événements médiatiques. Il est aussi chroniqueur à la pige au Journal de Montréal et simultanément pour Le Devoir en 1967 et comme chroniqueur régulier à l'émission Bon Week-End de la station de télévision Télé-Métropole. Au poste radiophonique CKVL, il est chargé, en 1974, d'animer une ligne ouverte pour l'émission Micro-Voyage. En 1975-1976, il assure également la direction des communications pour les Jeux olympiques d'été de 1976 qui sont des jeux de la XXIe olympiade, et qui ont été célébrés à Montréal, au Québec, Canada, du 17 juillet au 1er août 1976. Au cours des années 1984-1993, il œuvre comme conseiller à la direction des communications au Ministère du Conseil exécutif gouvernement du Québec, à la Société de développement industriel du Québec, et au ministère de l'Industrie, du Commerce et de la technologie du Québec,
Auteur fécond, Marcel Brouillard commence à publier, au cours des années 1970, des récits de voyages. Puis, durant les années 1990, il publie une dizaine d'ouvrages touchant le monde du spectacle, en particulier celui de la chanson francophone.
« Vos livres, écrit Yves Duteil, constituent une véritable mosaïque de références, on y sent toute une vie de passion consacrée à la chanson…» Marcel Brouillard est membre de l'Union des écrivaines et des écrivains québécois (UNEQ).
Nommé Chevalier de l'Ordre de la Pléiade en 2006, il milite toujours pour la sauvegarde de la chanson francophone en donnant plusieurs conférences itinérantes.
On annonce le 12 avril 2023 que Marcel Brouillard est mort récemment à l'âge de 92 ans.

## Ouvrages
- Marcel Brouillard et Robert-Lionel Séguin, L'annuaire commercial de Vaudreuil-Soulanges, Marcel Brouillard éditeur, 1951, 128 p..
- Marcel Brouillard, Coquatrix passe à l'attaque, Cité d'Anjou, La Semaine illustrée (Anjou, Québec), 196, 11 p. (lire en ligne).
- Marcel Brouillard (préf. Charles et Constance Tessier), Journal intime d'un québécois : Récit de voyage, Mexique pays aux cent contrastes, Éditions Populaires, 1970, 100 p..
- Marcel Brouillard (préf. Robert-Lionel Séguin), Journal intime d'un québécois : Récit de voyage (Espagne, Portugal), Éditions Populaires, 1971, 114 p..
- Marcel Brouillard (préf. Fernand Robidoux), Mes rencontres avec les grandes vedettes, Éditions Populaires, 1972, 112 p..
- Marcel Brouillard (préf. Ernest Pallascio-Morin), Journal intime d'un québécois : Récit de voyage (France, Grèce, Maroc), Éditions Populaires, 1973, 180 p..
- Marcel Brouillard (préf. Fernand Robidoux, postface Yoland Guérard), L'escapade (Roman), Éditions Populaires, 1974, 180 p..
- Marcel Brouillard et Jean Côté, Le Maroc sans problème (guide pratique), Éditions Point de mire, 1976, 192 p..
- Marcel Brouillard, Dana l'Aquitaine : Aventure romantique d’un Québécois au Pays basque, Les Éditions Héritage, 1978, 170 p..
- Marcel Brouillard et Claude Jasmin, À la recherche du pays de Félix Leclerc (24 tableaux de Fernand Labelle), Les Publications Transcontinental, 1989, 70 p..
- Marcel Brouillard, Fernand Labelle et Ernest Pallascio-Morin, Pour l'amour de Van Gogh, Les Éditions Trécarré, 1990, 72 p..
- Marcel Brouillard et Ernest Pallascio-Morin, De Ville-Marie à Montréal (75 tableaux de Marcel Bourbonnais), Les Publications Transcontinental, 1991, 80 p..
- Marcel Brouillard, Félix Leclerc : L'homme derrière la légende (biographie), Les Éditions Québec Amérique, coll. « Littérature d’Amérique », 1994, 364 p..
- Marcel Brouillard, L'homme aux trésors : Robert-Lionel Séguin (biographie), Les Éditions Québec Amérique, coll. « Littérature d’Amérique », 1996, 210 p..
- Marcel Brouillard, Sur la route de de Vaudreuil (Récit autobiographique), Éditions Fides, 1998, 280 p..
- Marcel Brouillard, La chanson en héritage (101 biographies de chanteurs québécois), Les Éditions Québecor, 1999, 284 p..
- Marcel Brouillard, Visages de la chanson : Un siècle chanté… mes coups de cœur, Éditions l’Essentiel-Novalis, 2000, 384 p..
- Marcel Brouillard, Les belles inoubliables : Histoire et paroles de 50 grandes chansons, Les Éditions de l'Homme, 2002, 408 p..
- Marcel Brouillard (préf. Pierre Delanoé), Félix Leclerc : L'histoire d'une vie, Les Éditions des Intouchables, 2004, 200 p..
- Marcel Brouillard, Les grandes chansons, t. 1 (Histoire, paroles, biographies), Les Éditions Goélette, 2005, 180 p..
- Marcel Brouillard, Les grandes chansons, t. 2 (Histoire, paroles, biographies), Les Éditions Goélette, 2006, 196 p..
- Marcel Brouillard, On connaît la chanson (Histoire, paroles, biographies), Les Éditions Goélette, 2007, 600 p..
- Marcel Brouillard et Huguette Brun (préf. Mario Beaulieu), Félix Leclerc, poète national, Les Éditions Vaudreuil, 2010, 264 p..
- Marcel Brouillard et Huguette Brun (préf. Marcel R. Plamondon), Plamondon, un homme de paroles, Béliveau éditeur, 2012, 300 p.
- Marcel Brouillard (préf. Sylvain Charbonneau), Ces gens ont changé ma vie, Éditions Vaudreuil, 2014, 325 p..

## Réalisations à caractère social et humanitaire
- Créateur et coanimateur du Guatémalton à CKVL, en 1976, en faveur des sinistés du Guatemala. (Levée de fonds de 500 000 $ remise à la Croix-Rouge et à Oxfam).
- Promoteur des Jeudis de la Baie en 1978 animée par Mariette Lévesque soulignant le travail d'un écrivain et d'un chanteur.
- Directeur de « Samedi Jeunesse » au Complexe Desjardins, durant 15 semaines, animé par le ténor Georges Coulombe et le poète Guy Godin, commandité par les Éditions Héritage. (1979)
- Initiateur du Gala des orphelins animé par Jacques Boulanger à la télévision de Radio-Canada (8 ans).
- Organisateur et animateur de 20 galas annuels pour l'Association des orphelins et des veuves de pompiers de Montréal. (1963-1983)
- Créateur et réalisateur des Téléthons du Comité provincial des malades. (1982-1983)
- Responsable du Concours et du Gala Mademoiselle Québec télévisé par Radio-Canada (1970 à 1973).